# Michael Howard (tirador d'esgrima)
Michael Howard   (Richmond upon Thames, 24 de desembre de 1928) és un tirador d'esgrima anglès, ja retirat, especialista en espasa, que va competir durant les dècades de 1950 i 1960.
El 1956 va prendre part en els Jocs Olímpics d'Estiu de Melbourne, on fou quart en la prova d'espasa per equips del programa d'esgrima. En la prova d'espasa individual quedà eliminat en sèries. Quatre anys més tard, als Jocs de Roma, guanyà la medalla de plata en la prova d'espasa per equips. El 1964 disputà, sense sort, els seus tercers i darrers Jocs.
En el seu palmarès també destaca una medalla de bronze al Campionat del món d'esgrima de 1957 i tres medalles, dues d'or i una de plata als Jocs de la Commonwealth de 1958 i 1962.